# Ugny-sur-Meuse
Pour les articles homonymes, voir Ugny (homonymie).
Ugny-sur-Meuse est une commune française située dans le département de la Meuse, en région Grand Est, village sur la rive gauche de la Meuse, à 5 kilomètres au nord de Vaucouleurs.
Le patron de la paroisse est saint Loup de Troyes, l'évêque qui protégea jadis les populations de l'Est, en repoussant les assauts d'Attila. Il est fêté le 29 juillet.

## Géographie

### Localisation
Ugny-sur-Meuse, village bâti sur une colline dominant la Meuse, est depuis longtemps un point de passage de celle-ci. En effet, on en trouve déjà une mention en février 1429 dans un texte relatif à Jeanne d'Arc. Le village s'appelait alors Ugney.
Le territoire de la commune est limitrophe de ceux de trois communes :
|             | Saint-Germain-sur-Meuse |                |
| Vaucouleurs | Ugny-sur-Meuse          |                |
|             |                         | Rigny-la-Salle |

### Voies de communication et transports
Le village est situé sur un axe de communication nord-sud conduisant à Neufchâteau, en longeant la vallée de la Meuse : traversé par la route départementale 36, il était également desservi par la Ligne de Neufchâteau à Pagny-sur-Meuse. Il subsiste encore des vestiges de cette portion de la ligne aujourd'hui désaffectée, comme un tunnel, une tranchée creusée dans la colline, un pont au bout de la rue Travers. L'ancienne gare est située juste en face du cimetière. À l'entrée sud du village se trouvait un passage à niveau, la voie ferrée traversait la route à cet endroit, la portion entre Ugny-sur-Meuse et Vaucouleurs étant située entre la route et la rivière. Les rails ont été démontés, mais on voit encore très bien les murs de soutènement et le ballast, et une petite maison qui était celle du garde-barrière. On peut voir une autre maisonnette de garde-barrière semblable juste en face du panneau d'entrée de Tusey (aujourd'hui fusionné avec Vaucouleurs).

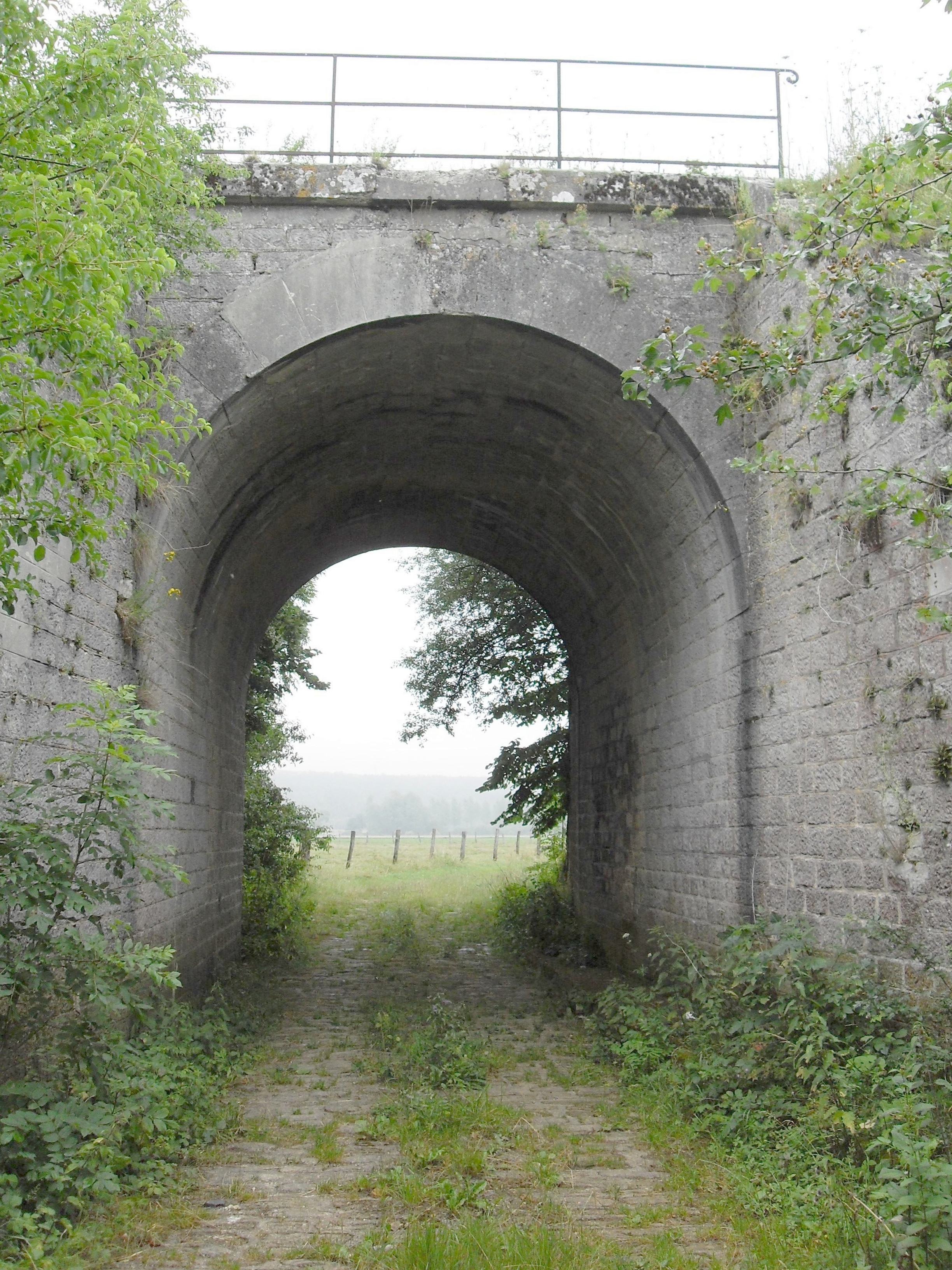
Tunnel sous le chemin de fer.
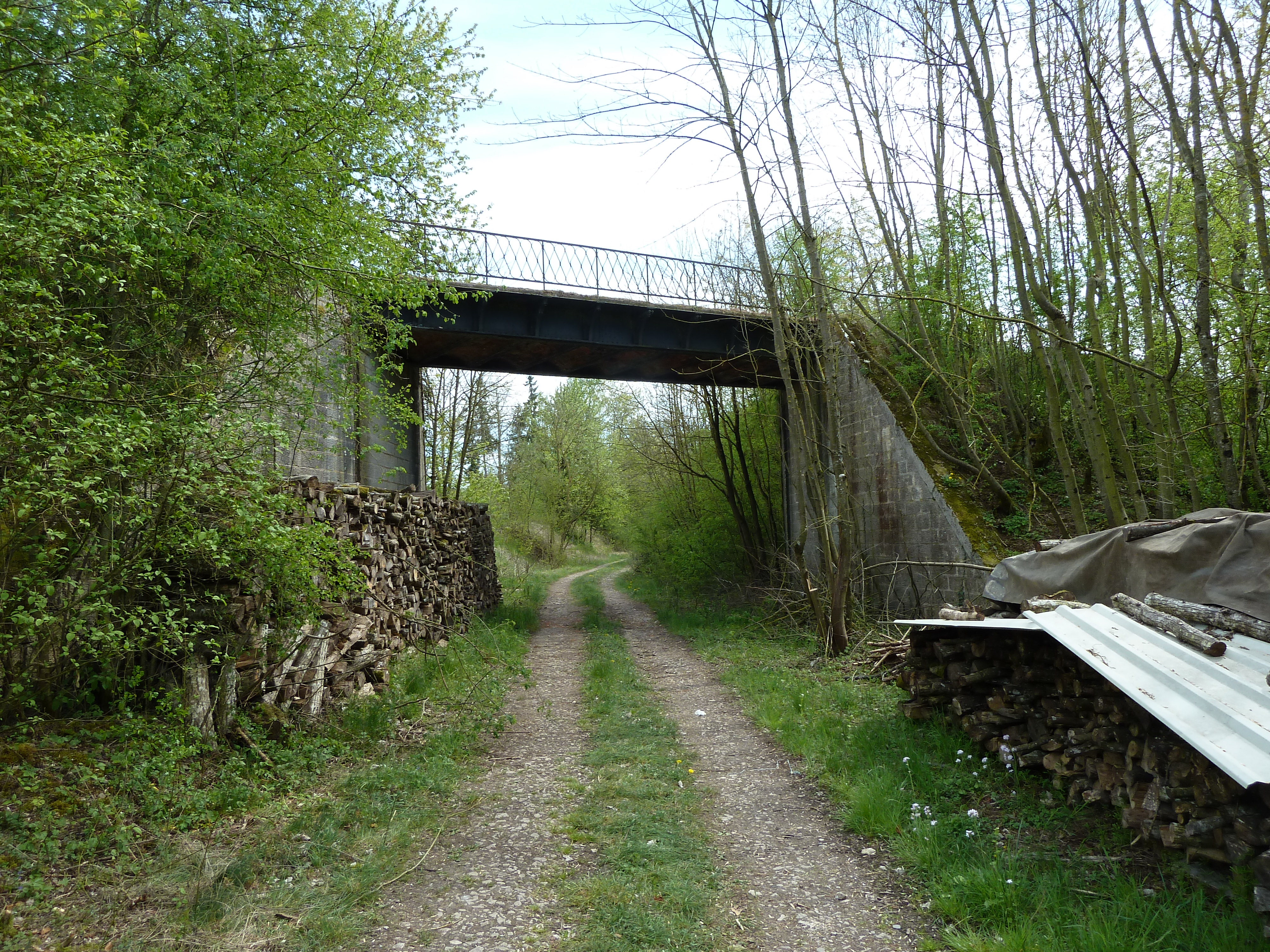
Pont sur le chemin de fer.

### Hydrographie
La commune est dans le bassin versant de la Meuse au sein du bassin Rhin-Meuse. Elle est drainée par la Meuse,.
La Meuse, d'une longueur de 486 km, est un fleuve européen qui prend sa source en France, dans la commune du Châtelet-sur-Meuse, à 409 mètres d'altitude, et se jette dans la mer du Nord après un cours long d'approximativement 950 kilomètres traversant la France, la Belgique et les Pays-Bas. Les caractéristiques hydrologiques de la Meuse sont données par la station hydrologique située sur la commune de Troussey. Le débit moyen mensuel est de 21,5 m3/s. Le débit moyen journalier maximum est de 303 m3/s, atteint lors de la crue du 20 janvier 2018. Le débit instantané maximal est quant à lui de 366 m3/s, atteint le même jour.

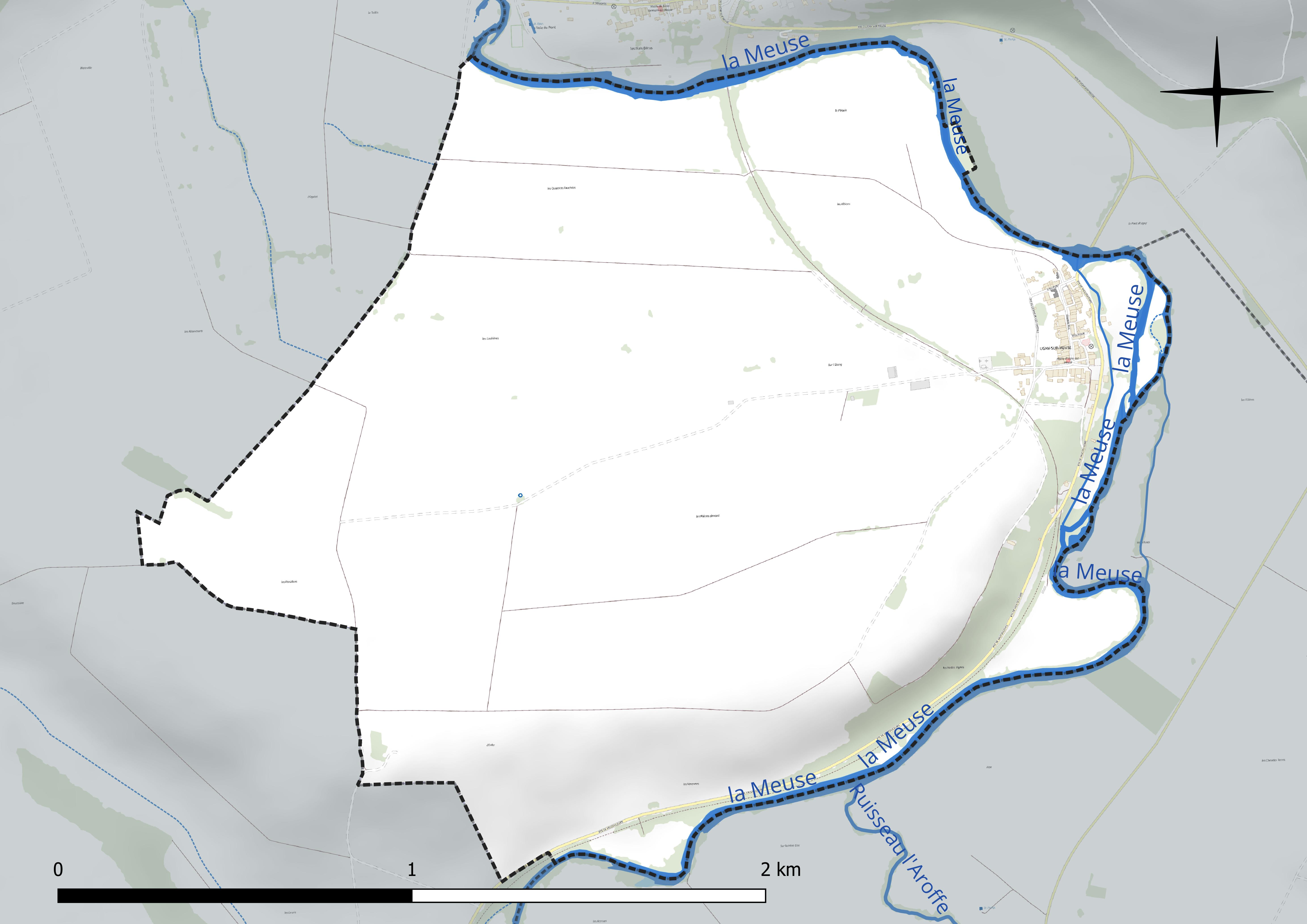
Réseau hydrographique d'Ugny-sur-Meuse.

### Climat
Pour des articles plus généraux, voir Climat du Grand Est et Climat de la Meuse.
En 2010, le climat de la commune est de type climat des marges montargnardes, selon une étude du Centre national de la recherche scientifique s'appuyant sur une série de données couvrant la période 1971-2000. En 2020, Météo-France publie une typologie des climats de la France métropolitaine dans laquelle la commune est exposée à un climat océanique altéré et est dans la région climatique  Lorraine, plateau de Langres, Morvan, caractérisée par un hiver rude (1,5 °C), des vents modérés et des brouillards fréquents en automne et hiver. 
Pour la période 1971-2000, la température annuelle moyenne est de 9,8 °C, avec une amplitude thermique annuelle de 16,7 °C. Le cumul annuel moyen de précipitations est de 906 mm, avec 13 jours de précipitations en janvier et 9,2 jours en juillet. Pour la période 1991-2020, la température moyenne annuelle observée sur la station météorologique de Météo-France la plus proche, « Nancy-Ochey », sur la commune d'Ochey à 19 km à vol d'oiseau, est de 10,5 °C et le cumul annuel moyen de précipitations est de 810,4 mm. 
La température maximale relevée sur cette station est de 39,6 °C, atteinte le 25 juillet 2019 ; la température minimale est de −19,1 °C, atteinte le 12 janvier 1987,,. 
Les paramètres climatiques de la commune ont été estimés pour le milieu du siècle (2041-2070) selon différents scénarios d'émission de gaz à effet de serre à partir des nouvelles projections climatiques de référence DRIAS-2020. Ils sont consultables sur un site dédié publié par Météo-France en novembre 2022.

## Urbanisme

### Typologie
Au 1er janvier 2024, Ugny-sur-Meuse est catégorisée commune rurale à habitat dispersé, selon la nouvelle grille communale de densité à sept niveaux définie par l'Insee en 2022.
Elle est située hors unité urbaine et hors attraction des villes,.

### Occupation des sols
L'occupation des sols de la commune, telle qu'elle ressort de la base de données européenne d’occupation biophysique des sols Corine Land Cover (CLC), est marquée par l'importance des territoires agricoles (100 % en 2018), en augmentation par rapport à 1990 (94,7 %). La répartition détaillée en 2018 est la suivante : 
terres arables (56,7 %), prairies (43,3 %). L'évolution de l’occupation des sols de la commune et de ses infrastructures peut être observée sur les différentes représentations cartographiques du territoire : la carte de Cassini (XVIIIe siècle), la carte d'état-major (1820-1866) et les cartes ou photos aériennes de l'IGN pour la période actuelle (1950 à aujourd'hui).

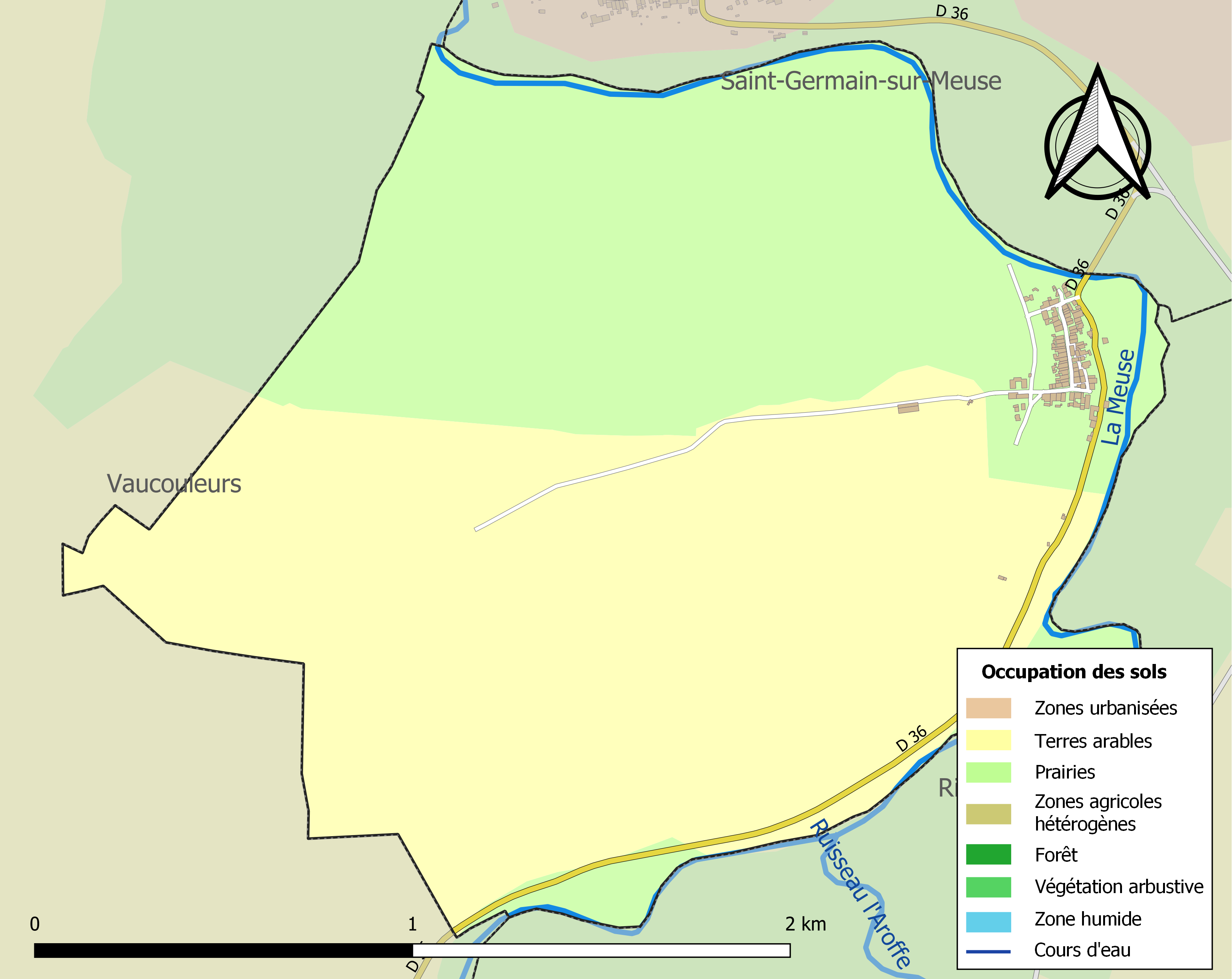
Carte des infrastructures et de l'occupation des sols de la commune en 2018 (CLC).

## Toponymie
Le village s'est auparavant appelé : Unniacum, 1011 (carta Henrici II)  Ugney, 1300 (collég. de Vaucouleurs), Ugneyum, Ugneyum-prope-Valiscolorem (c'est-à-dire près de Vaucouleurs), 1402 (reg. Tull.), Vgny, 1700 (carte des États), Uniacus, Ugni, 1707 (carte du Toulois), Unniacus, Hugny, 1711 (pouillé).

Selon Alain Simmer, le nom Ugny est dérivé du nom propre germanique Unno  ou Hunno, issu du vieux-norrois (scandinave ancien) hunn = ours. C'est également l'avis de Ernest Nègre et Marie-Thérèse Morlet.

Selon Robert André Louis, membre de la commission héraldique de l'UCGL, ce nom dériverait du nom propre germanique Hugues. Il s'appuie pour cela sur le Dictionnaire des noms de famille de Jean Tosti qui donne 
« Hugny Surtout présent dans la Haute-Marne, est une contraction de Hugueny, diminutif de Hugues »

## Politique et administration
| Période                                  | Période   | Identité                                    | Étiquette | Qualité           |
| ---------------------------------------- | --------- | ------------------------------------------- | --------- | ----------------- |
| Les données manquantes sont à compléter. |           |                                             |           |                   |
| mars 2001                                | mars 2008 | Bernard Marchand                            |           |                   |
| mars 2008                                | mars 2014 | Marie-Thérèse Lefranc                       |           |                   |
| mars 2014                                | mars 2015 | Jean-Pierre Lefranc                         |           |                   |
| mars 2015                                | En cours  | Régis Figel, Réélu pour le mandat 2020-2026 |           | Agent de maîtrise |

## Population et société

### Démographie
L'évolution du nombre d'habitants est connue à travers les recensements de la population effectués dans la commune depuis 1793. Pour les communes de moins de 10 000 habitants, une enquête de recensement portant sur toute la population est réalisée tous les cinq ans, les populations de référence des années intermédiaires étant quant à elles estimées par interpolation ou extrapolation. Pour la commune, le premier recensement exhaustif entrant dans le cadre du nouveau dispositif a été réalisé en 2008.

En 2022, la commune comptait 106 habitants, en évolution de −1,85 % par rapport à 2016 (Meuse : −4,4 %, France hors Mayotte : +2,11 %).
| 1793 | 1800 | 1806 | 1821 | 1831 | 1836 | 1841 | 1846 | 1851 |
| ---- | ---- | ---- | ---- | ---- | ---- | ---- | ---- | ---- |
| 354  | 361  | 372  | 369  | 413  | 390  | 385  | 375  | 390  |

| 1856 | 1861 | 1866 | 1872 | 1876 | 1881 | 1886 | 1891 | 1896 |
| ---- | ---- | ---- | ---- | ---- | ---- | ---- | ---- | ---- |
| 362  | 366  | 345  | 326  | 340  | 300  | 292  | 297  | 249  |

| 1901 | 1906 | 1911 | 1921 | 1926 | 1931 | 1936 | 1946 | 1954 |
| ---- | ---- | ---- | ---- | ---- | ---- | ---- | ---- | ---- |
| 241  | 231  | 214  | 217  | 210  | 218  | 199  | 176  | 180  |

| 1962 | 1968 | 1975 | 1982 | 1990 | 1999 | 2006 | 2008 | 2013 |
| ---- | ---- | ---- | ---- | ---- | ---- | ---- | ---- | ---- |
| 165  | 142  | 106  | 117  | 119  | 119  | 107  | 104  | 103  |

| 2018 | 2022 | - | - | - | - | - | - | - |
| ---- | ---- | - | - | - | - | - | - | - |
| 111  | 106  | - | - | - | - | - | - | - |

## Culture locale et patrimoine

### Lieux et monuments

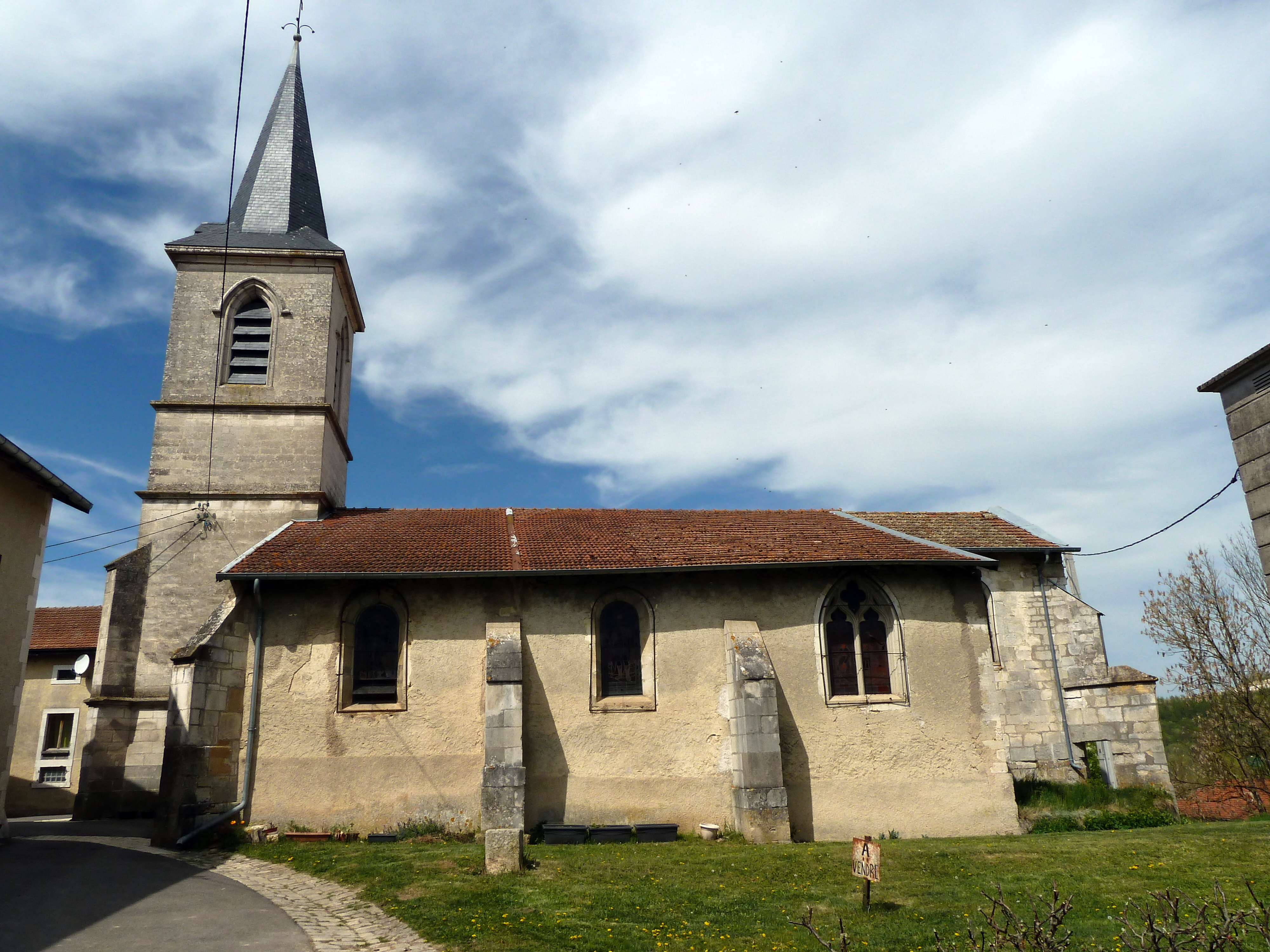
Vue générale de l'église.

- Église paroissiale Saint-Loup du XIIe siècle, Référence Mérimée : IA00121056 Notice no IA00121056, sur la plateforme ouverte du patrimoine, base Mérimée, ministère français de la Culture.
- On remarque à l'entrée Nord du village (rue du Pont) deux pigeonniers, l'un carré et l'autre en forme de tour ronde.
- Dans les rues du village, on peut voir plusieurs fontaines.
- Au bord d'divers bras de la Meuse se trouve un lavoir qui tombe en ruines.
- Le cimetière communal, 10 rue Travers, abrite sept Tombes de Guerre du Commonwealth datant de la Deuxième Guerre mondiale. Il s'agit de l'équipage d'un avion militaire anglais, un Avro Lancaster, abattu par un chasseur de nuit allemand  le 27 avril 1944 à 1 heure du matin :
  - C.W.F. SIZER age 20
  - J.R. DICKINSON age 21
  - R.B. HAINSWORTH age 23 (selon l'inscription sur la stèle ou 20 selon une autre source[25])
  - N.A.F. MACKENZIE age 23
  - F.W.WALE age 21 (selon l'inscription sur la stèle ou 19 selon une autre source[25])
  - R.H. HUDSON. DFM. age 21
  - J. ELLENOR age 33

Des cérémonies ont lieu chaque année le 8-Mai avec dépôt de gerbe et hommages aux aviateurs, célébrées par les maires successifs. Les cérémonies du 8 mai 2014 qui marquaient le 70e anniversaire de cet évènement ont eu un faste particulier.  Les cérémonies du 27 avril qui marquaient le 80e anniversaire ont attiré un vive intérêt de plusieurs centaines de visiteurs, y compris quinze membres de famille des aviateurs venus d’Angleterre.

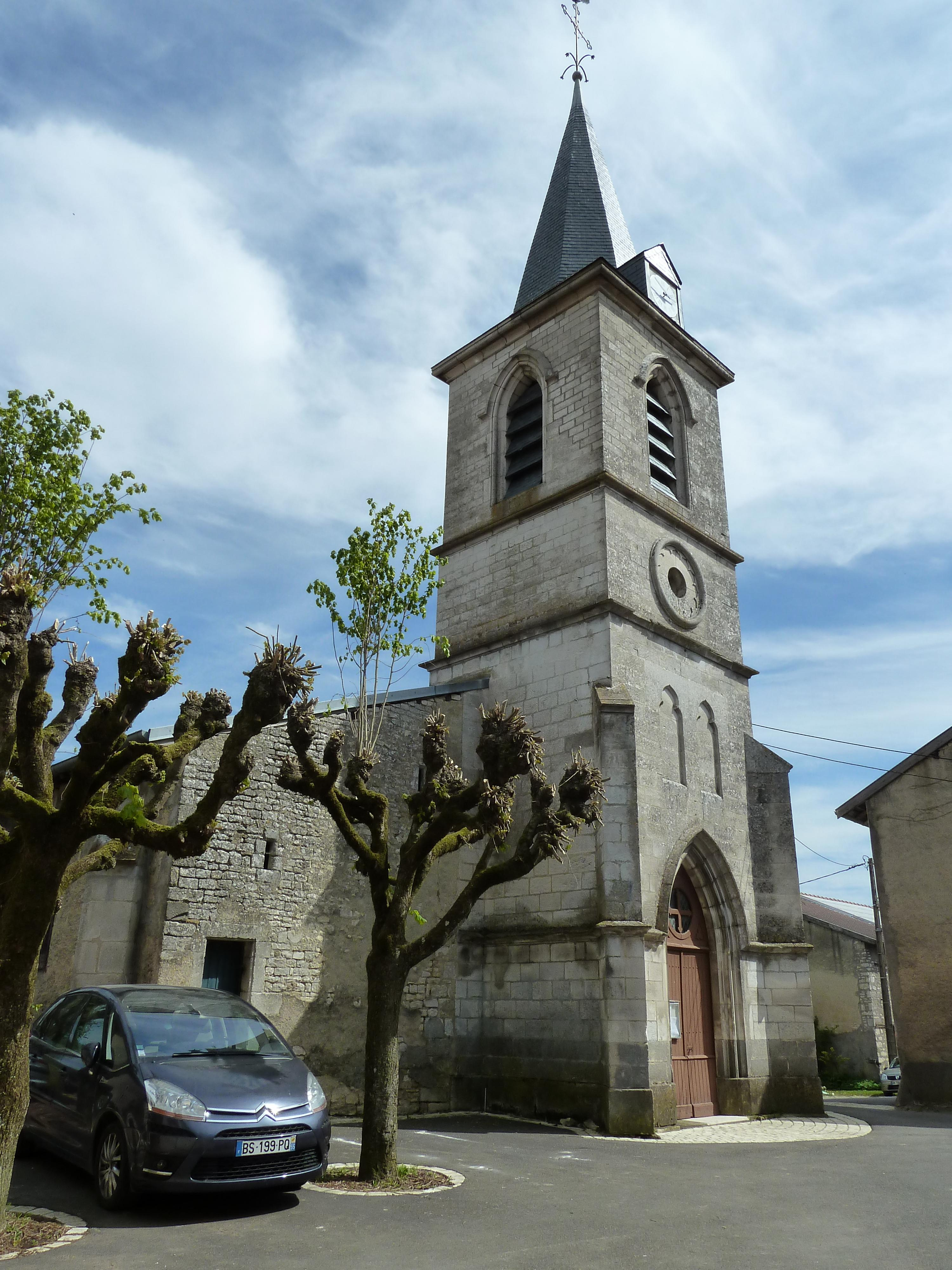
Clocher de l'église.
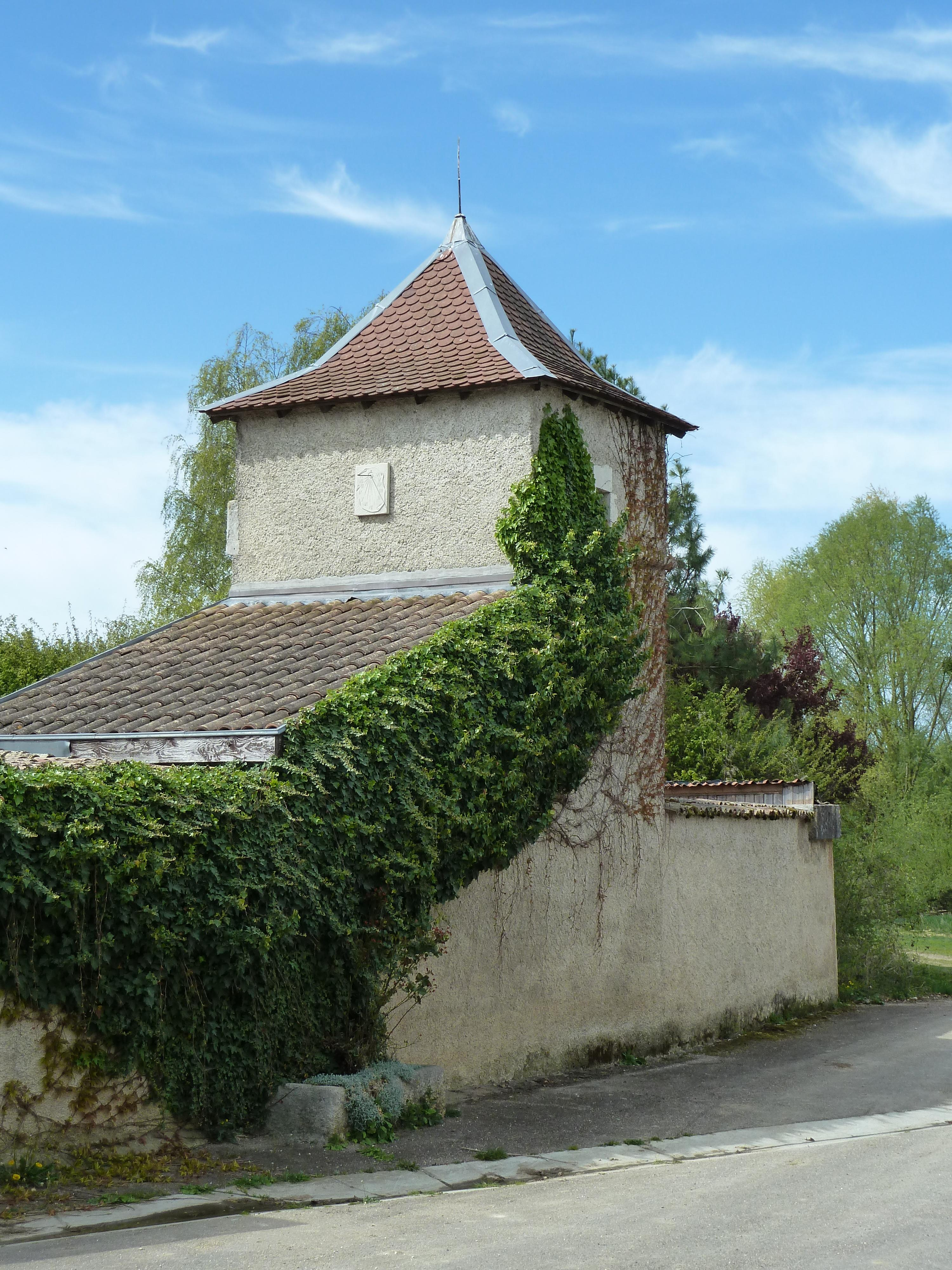
Pigeonnier.
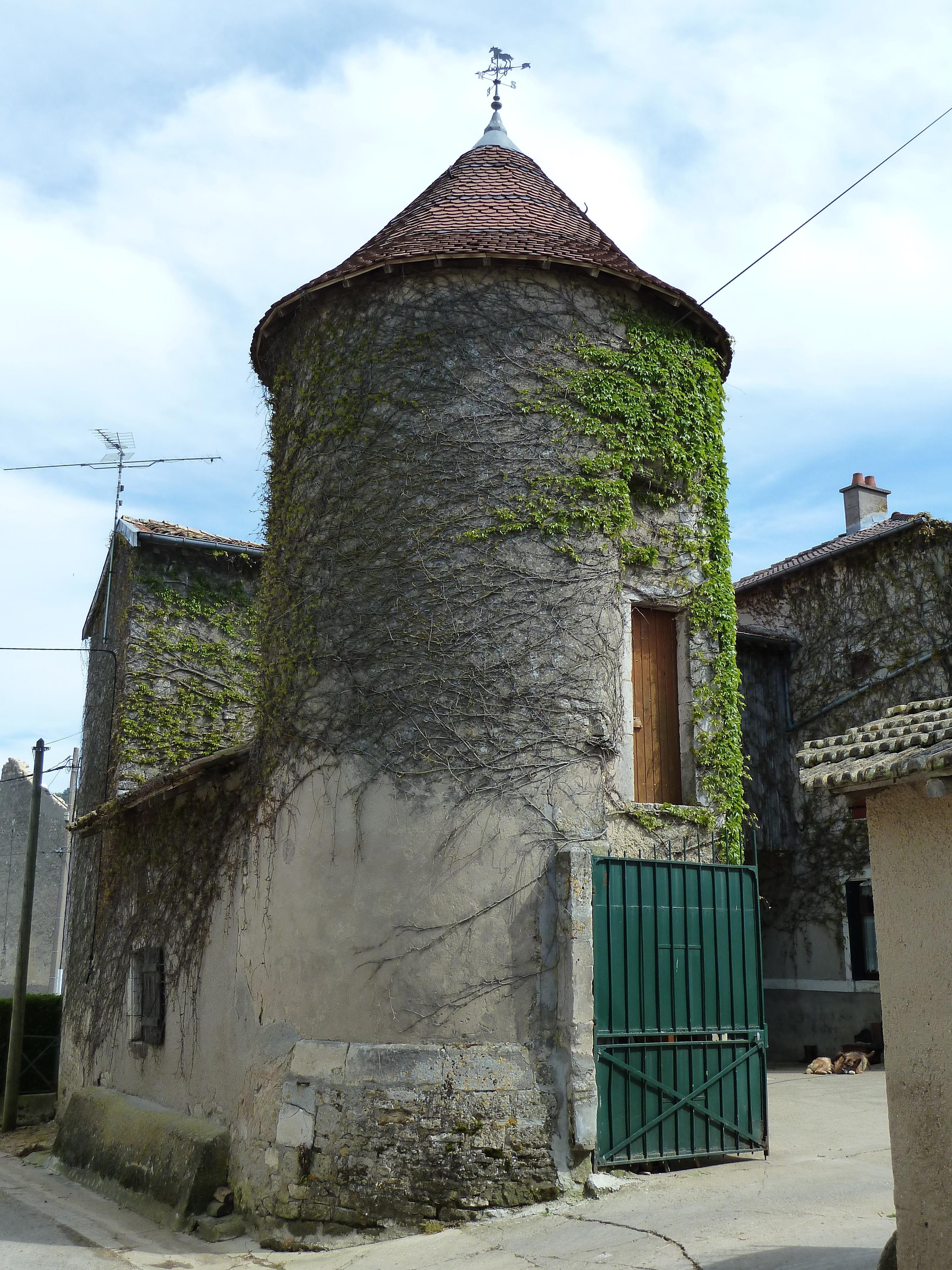
Pigeonnier rue du Pont.
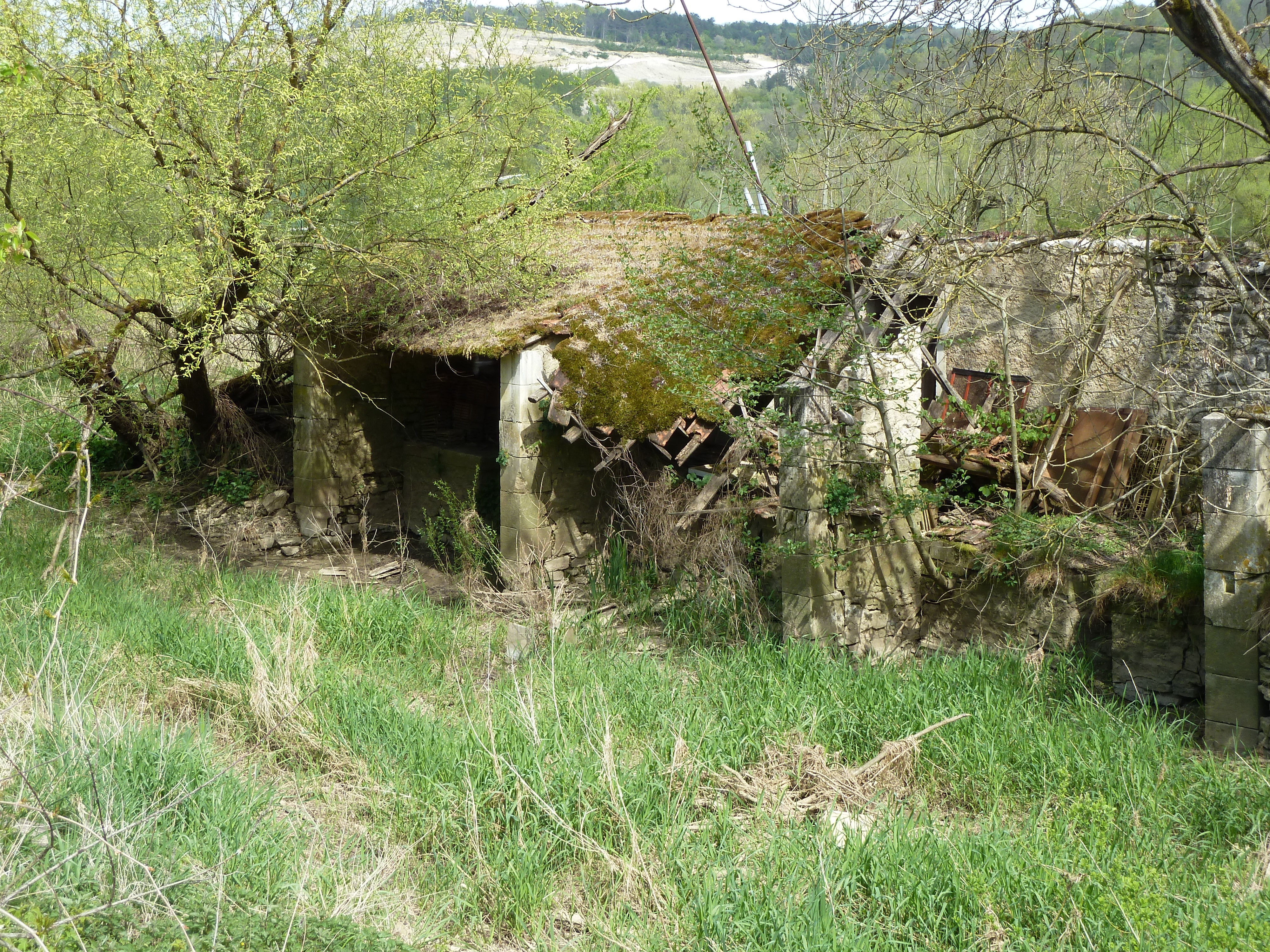
Le lavoir abandonné.
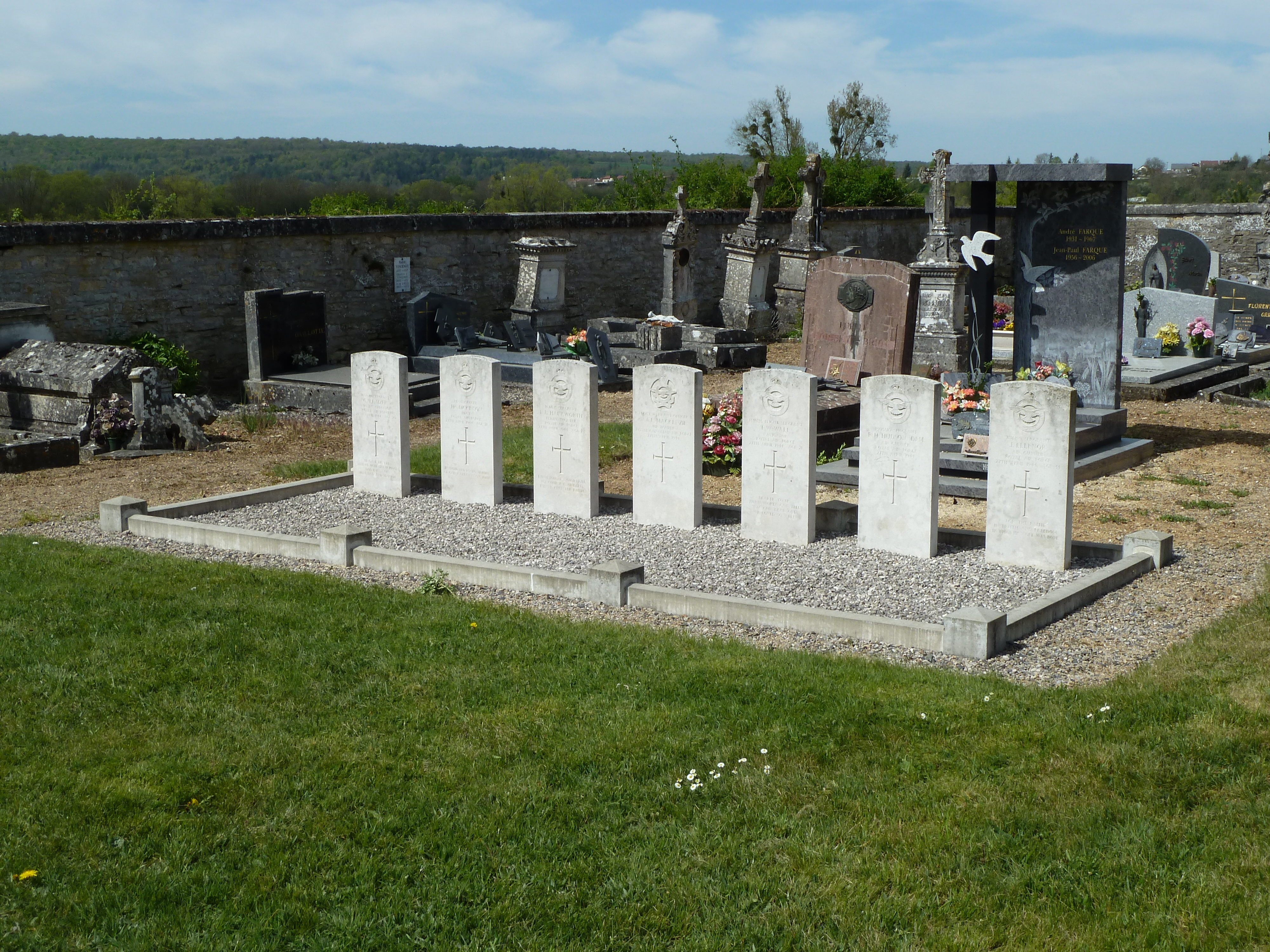
Tombes de Guerre du Commonwealth.

### Personnalités liées à la commune
- Saint Loup de Troyes : le saint patron du village.

### Héraldique
| Blason de Ugny-sur-Meuse | Blason  | Coupé de gueules à la tête arrachée de loup d'or et d'or au roc d'échiquier de gueules accosté de deux cocardes de la RFA au naturel (azur et gueules). |
| Blason de Ugny-sur-Meuse | Détails | Blason composé par R.A. Louis avec les conseils de la Commission Héraldique de L'UCGL et adopté par la commune le 13 janvier 2017.                      |